# Gerhard Unterluggauer
Gerhard Unterluggauer (Villach, 15 agosto 1976) è un ex hockeista su ghiaccio austriaco.

## Carriera
Nel corso della sua carriera ha indossato, tra le altre, le maglie di EC VSV (1992-1995, 1997-2001, 2009-2016), Schwenninger Wild Wings (2001-2002), DEG Metro Stars (2002-2004) e HC TWK Innsbruck (2004-2009).